# برد میلر
رالف برادلی میلر (زاده ۱۹ مه ۱۹۵۳) یک وکیل آمریکایی و نماینده سابق مجلس نمایندگان ایالات متحده از منطقه ۱۳ است که از سال ۲۰۰۳ تا ۲۰۱۳ خدمت کرده است. منطقه ۱۳ شامل تمام شهرستان‌های کاسول و پرسون و بخش‌هایی از شهرستان‌های آلامانس، گرانویل، گیلفورد، راکینگهام و ویک بود. او یکی از اعضای حزب دمکرات است.
میلر در فایت ویل، کارولینای شمالی در خانواده مارگارت هیل میلر و ناتان دیوید میلر به دنیا آمد.